# Royal Air Maroc Express
Royal Air Maroc Express è una compagnia aerea marocchina, filiale di Royal Air Maroc creata per effettuare voli interni.

## Flotta

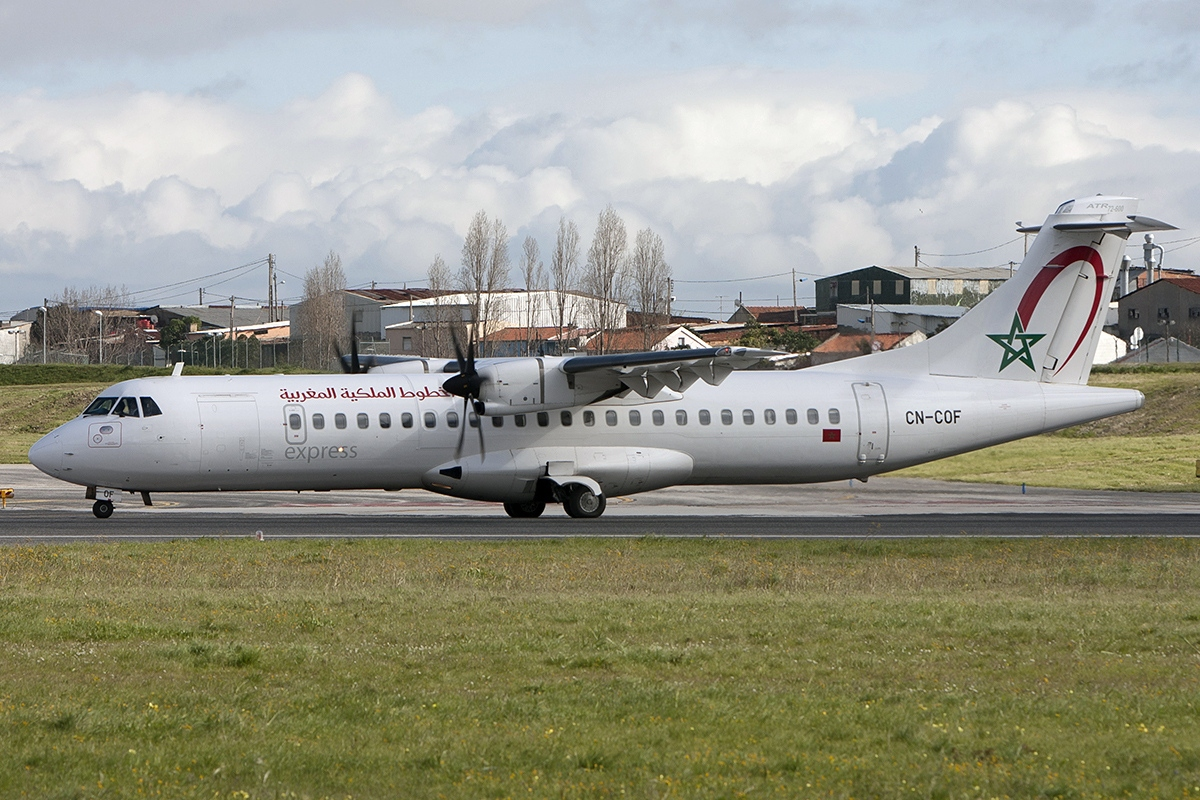
Un ATR 72-600 nella vecchia livrea.

Ad agosto 2024, la flotta di Royal Air Maroc Express è così composta: